# Урочище Гай (мемориальный комплекс)
Урочище Гай (бел. Урочышча Гай) — мемориальный комплекс в Барановичах, посвящённый памяти 3000 граждан Чехословакии (в том числе 1000 евреев из гетто Терезиенштадт) — жертв фашистского террора во время Второй мировой войны.
Создан на западной окраине Барановичей в 1972 году (скульптор М. Альтшулер, архитектор М. Миловидов, А. Моренич, А. Макаров). На месте, где стоял пулемет, из которого в июне 1942 года расстреливали жертв, установлен центральный памятник: две бетонные плиты (высотой 13 и 14 м), соединенные аркой в центре. Они напоминают столбы забора концлагеря. К ним вверху прикреплен бронзовый колокол, а внизу медный рельеф с изображением множества рук, поднятых и сжатых в знак протеста, боли и отчаяния. Комплекс включает в себя две братские могилы, объединенные бетонной плитой с надписью-посвящением, символический «Порог жизни и смерти» — бетонный брус, положенный поперек полевой дороги, «Стену погибших» из трех тысяч камней, к которой прикреплена мемориальная мраморная доска с изображениями терновой ветки и надписью на русском и чешском языках: «Светлой памяти чехословацких братьев». Лаконичное решение темы, выразительность памятника, скорбные звуки колокола создают большое эмоциональное впечатление.